# Palaeoacanthopsyche uralensis
Palaeoacanthopsyche uralensis is een vlinder uit de familie van de zakjesdragers (Psychidae). De wetenschappelijke naam van deze soort is voor het eerst voorgesteld als Psyche uralensis door Christian Friedrich Freyer in een publicatie van 1847.
De soort komt voor in Oost-Roemenië, Griekenland en Zuidwest-Europees Rusland.